# Concha Acústica do Parque Moscoso
A concha acústica do parque Moscoso é uma concha acústica localizada no parque Moscoso, no Centro de Vitória, no Espírito Santo.

## História
Inaugurada em 1952, no 2.º governo de governador Jones dos Santos Neves (1951–1952), na primeira intervenção no parque Moscoso projetada pelo arquiteto Francisco Bolonha, que também idealizou o Jardim de Infância Ernestina Pessoa.
A concha, propriamente, é uma calota esférica inclinada encravada em parte do pavimento cercado por um espelho-d'água, com sua face côncava voltada para o palco. Os espectadores ficam em uma sequência de bancos sem encosto, de curvatura crescente. O palco, a ligação entre os dois elementos (concha e plateia), é um prisma de base trapezoidal.
Em maio de 2012, foram realizadas obras de restauração da concha acústica, em função das celebrações dos 100 anos do parque, inaugurado em 1912.
É tombada como patrimônio cultural pelo Conselho Estadual de Cultura (CEC) da Secretaria da Cultura (SECULT).